# 1330

## Събития
- В битката при Велбъжд между българи и сърби загива българският цар Михаил III Шишман.

## Родени
- Лала Шахин, османски военачалник
- 15 юни – Едуард, принц на Уелс

## Починали
- 21 януари – Жана Бургундска, кралица на Франция
- 28 юли – Михаил III Шишман Асен, цар на България